# NGC 1213
NGC 1213 é uma galáxia espiral (Sd) localizada na direcção da constelação de Perseus. Possui uma declinação de +38° 38' 57" e uma ascensão recta de 3 horas, 09 minutos e 17,3 segundos.
A galáxia NGC 1213 foi descoberta em 14 de Outubro de 1884 por Lewis A. Swift.